# Убайдулла-хан II
Убайдулла-хан II (1675 — 1711) — 8-й володар Бухарського ханства у 1702—1711 роках. Нумерація йде від Убайдулли-хана з Держави Шейбанідів. Також відомий як Мухаммад Убайдулла-хан I. За його панування держава фактично розпалася на декілько самостійних ханств.

## Життєпис
Походив з династії Аштарханідів. Один з молодших синів Субханкулі-хана. Народився 1675 року в Бухарі. 1687 року після загибелі в інтригах старших братів оголошений спадкоємцем трону. 1702 року після смерті батька успадкував владу. В Балхі було поставлено Мухаммада-Мукіма, сина Іскандер-султана (старшого брата Убайдулли). При цьому наказав стратити брата Асадуллу, що став вимагати частку володінь.
1703 року відправив Мухаммад-Рахім-бія та Массума-диванбегі для придушення повстання Уткан-бія (з племені юз), хакіма (намісника) Хісару. При цьому Рахім і Массум звернулися до Мухаммада-Мукіма щодо спільних дій. Але той спільно з Уткамом біля Хісару напав на ханське військо, якому завдав поразки. За цим Мухаммед-Муким відкрито повстав, що оголосив себе незалежним правителем Балху від Бухари. Втім фактично там владу захопив аталик Махмуд-бій, що спирався на узбецьке плем'я катаган. Той за підтримки Шир-Алі з племені кунграт захопив місто Термез. З третього разу ханському війську вдалося відвоювати місто.
1704 року вдалося підкорити Хісар. Але 1705 року Махмуд-бій відвоював це місто. 1706 року той убив Мухаммад-Мукіма і оголосив себе ханом Балха. Але 1707 року Убайдулла-хан II переміг Махмуда, захопивши Балх. Владу в місті передав представнику племені мінг.
У Кеш повстали узбецькі племена кенегесів й мангитів проти ханського хакіма Фархад-бія (з племені кипчак). Хан намагався залучити їх до спільних дій проти бунтівного Махмуд-бія з тим, щоб надати нові володіння на півдні, проте марно. Тут владу захопив аталик Ібрагім-бій з племені кенегес.
Політичні чвари та міжусобна боротьба племен ускладнювалися нападами казахів, на яких в свою чергу тиснуло Джунгарське ханство. Економічна криза в країні, виснаження скарбниці та занепад торгівлі змусили хана в 1708 році провести грошову реформу. Проте вона була проведена недбало та непродумано. Було випущено нові монети, що містили невеличку частку срібла (не більше 9 %), у кілька разів менше, ніж у дореформених. Було встановлено примусовий курс нових монет, що викликало грошову кризу країни й невдоволення населення.
Напочатку 1709 року у Самарканді відбулися сутички між узбецькими племенами найман та сарай. При цьому до Шашу підійшов джунгарських хан Цеван Рабдан. У травні Убайдулла-хан II виступив з військом на Самарканд, але отримав звістка, що джунгари, розгромивши казахів, повернулися до себе. Того ж року заклав чарбаг (великий сад) Ханабад на захід від Бухари, біля воріт Таліпач, серед якого збудував палац.
Щоб зміцнити свою владу, Убайдулла-хана намагався усунути племінну знати від управління і зосередити владу в руках незнатних осіб, яких він призначав. 1709 року значного впливу набув великий інак Туракулі-бій, що також отримав посаду кушбегі. Це викликало невдоволення знаті.
У 1710 році в Фергані запанувала династія мінг, яка започаткувала напівнезалежне Кокандське бекство. Водночас Убайдулла-хан II вступив у конфлікт з джуйбарськими ходжами, які стали значними землевласниками. Хан, маючи на увазі поповнення скарбниці, вирішив їх обкласти податками. Натомітсь внаслідок змови за участі очільника варти Джавшана 1711 року Убайдуллу-хана II було вбито. Трон перейшов до його брата Абу'л-Фаїза.